# Бай
Бай (на сомалийски: Baay) е административен регион в южна Сомалия. Столица е град Байдоа. Граничи с Гедо, Бакол. Бай е един от най-населените райони в Сомалия. Населението му е 792 182 жители (по приблизителна оценка от януари 2014 г.).
Големи градове:
- Байдоа
- Бурхакаба
- Бардале

Местни кланове:
- Сийид
- Дигил
- Сал